# Коростень (катер)
«Коростень» — катер зв'язку проєкту 1387 Військово-Морських Сил України. Має бортовий номер A853. Названий на честь міста Коростень.

## Особливості проєкту
Катер проєкту 1387 належить до серії катерів зв'язку та прикордонних катерів спеціальної служби, що будувалися в Феодосії на ССЗ №831 в 60-х роках ХХ століття. Катери даного проекту служили на всіх флотах СРСР.

## Історія
Катер «ПОК-9» був закладений в Феодосії на СБЗ №831 (заводський №973), почав експлуатуватися з 1965 року. У 1977 році був перейменований в «КСВ-9». За Договором про розподіл флоту в 1997 році був переданий ВМС України, де отримав нову назву «Чигирин». Потім був перейменований в «Шулявка», а з 13 березня 2008 року — переназваний на «Коростень» (бортовий U853, з 2018 року - бортовий A853).